# Симийска епархия
Симийската епархия (на гръцки: Ιερά Μητρόπολη Σύμης) e епархия на Вселенската патриаршия, разположена на егейските гръцки острови Сими, Тилос, Халки и Мегисто или Кастелоризо. Диоцезът съществува от 325 година. Титлата Митрополит на Сими, ипертим и екзарх на Южното Бяло море (Μητροπολίτης Σύμης, ὑπέρτιμος καί ἔξαρχος Νοτίου Αἰγαίου Πελάγους) се носи от Хрисостом.

## История
Островите традиционно са под юрисдикцията на Родоската митрополия, с изключение на Кастелоризо, който е под Писидийската. Преди 1640 година Кастелоризо става патриаршески екзархат, а през януари 1647 година става част от възстановената Мирска митрополия, присъединена към Писидийската в 1651 година. Преди 1729 година Кастелоризо отново става екзархат, но в 1786 пак е включен в Мирската архиепископия, присъединена към Писидийската митрополия през юли 1790 година.
Митрополията е основана под името Цикладска на 5 февруари 1924 година чрез откъсване на островите Сими, Тилос, Халки и Нисирос от Родоската. На същата дата Кастелоризо е придаден към Родоската митрополия. Италианските власти обаче отказват да приемат разделението и на 9 октомври 1924 година Цикладската митрополия е присъединена обратно към Родоската. Новата Симийска митрополия е създадена на 20 април 2004 година.
Митрополията граничи със Коската - остров Нисирос, и Писидийската в Мала Азия на север, с Родоската на изток, с Карпатоската на юг – остров Сария, и на запад – остров Сирна.

## Предстоятели
Симийски митрополити
| Име       | Име         | Управление                        | Забележка                          | Години      |
| --------- | ----------- | --------------------------------- | ---------------------------------- | ----------- |
| Герман    | Γερμανός    | 5 февруари 1924 – 9 октомври 1924 | от сисанийски м., в лъгадински м.  | 1870 – 1941 |
| Хрисостом | Χρυσόστομος | 20 април 2004 - 9 януари 2018 †   | от памфилски т.е. (8 ноември 1980) | 1944 – 2018 |
| Хрисостом | Χρυσόστομος | 7 февруари 2018 –                 |                                    | 1967 –      |